# چیمنگتسه
چیمنگتسه (به لهستانی:  Ciemnice) یک روستا در لهستان است که در گمینا دانبیه (استان لوبوسکی) واقع شده‌است. چیمنگتسه ۴۵۸ نفر جمعیت دارد.